# Bailey Willis

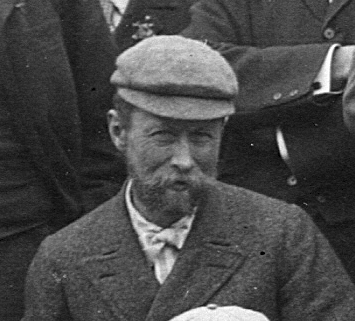
Bailey Willis (1897)

Bailey Willis (Idlewild on Hudson (New York, 31 maart 1857 – Palo Alto (Californië), 19 februari 1949) was een Amerikaanse geoloog.
Willis was een toonaangevende figuur in de Amerikaanse geologische wereld. Hij was een van de eersten die studie deed naar de San Andreasbreuk. Hij onderzocht de mogelijke gevolgen van aardbevingen voor de Golden Gate Bridge bij San Francisco en bepleitte strengere veiligheidsnormen voor bouwwerken in die stad.
Hij gaf van 1895 tot 1902 les aan de Johns Hopkins-universiteit. Vanaf 1915 was hij hoogleraar aan Stanford. In 1920 werd hij tot lid van de National Academy of Sciences gekozen. Van 1921 tot 1926 was hij president van de Seismological Society of America, in 1928 president van de Geological Society of America. Hij werd in 1910 onderscheiden met een gouden medaille van de Société de géographique, in 1944 met de Penrose Medal van de Geological Society of America.
Willis overleed anderhalve maand voor zijn 92e verjaardag.
- Bibliothèque nationale de France: cb124998847 (data)
- CiNii: DA0677921X
- Gemeinsame Normdatei: 117394475
- International Standard Name Identifier: 0000 0001 0899 0385
- Library of Congress Control Number: n81120941
- Bibliotheek van het Japanse parlement: 00527367
- Nationale Bibliotheek van Israël: 987007270051405171
- Nederlandse Thesaurus van Auteursnamen: 072475978
- Réseau des bibliothèques de Suisse occidentale: 02-A003977834
- SNAC: w6k64zxc
- Système universitaire de documentation: 08583887X
- Semantic Scholar: 104341978
- Virtual International Authority File: 49328857
- WorldCat: E39PBJcgCCdRWJBYw8tmPbCWjC